# Shatt al-Arab
Shatt al-Arab (arabisk: شط العرب "den arabiske munding") er en flod som dannes ved sammenløbet af Eufrat og Tigris i det sydlige Irak. Shatt al-Arab er 193 km lang og udmunder i bunden af Den Persiske Bugt. Den nederste del udgør grænsen mellem Irak og Iran. Stridigheder mellem de to lande om grænsedragningen og om rettigheder til besejling af floden var en af hovedårsagerne til udbruddet af Iran-Irak-krigen fra 1980 til 1988. Basra som er Iraks vigtigste havneby, ligger ved Shatt al-Arab.
31°00′15″N 47°26′32″Ø / 31.0043°N 47.4421°Ø